# 조지 워싱턴
조지 워싱턴(영어: George Washington, 문화어: 죠지 워싱톤, 1732년 2월 22일 ~ 1799년 12월 14일)은 미국의 초대 대통령(1789년~1797년)이다. 1775년부터 1783년까지 벌어진 미국 독립 전쟁에서는 대륙군 총사령관으로 활동하였다. 워싱턴의 가문은 영문위키에 의하면 영국계 미국인 가문으로, 영국에서도 젠트리였고 미국에서도 젠트리였다. 이들 가문은 식민지 미국에서도 두각을 나타냈으며, 특히 버지니아 식민지 에서 경제적 , 정치적으로 큰 명성을 얻었다. 이들은 여러 고가의 농장을 소유하고 주로 담배 농사로 수익을 올렸다 . 워싱턴 가문엔 미국 초대 대통령 조지 워싱턴과 그의 조카 부시로드 워싱턴 (1762~1829)이 있었으며, 부시로드 워싱턴은 미국 대법원 부판사를 역임했다. 처음에는 미국의 국민들이 그를 국왕과 같은 군주로 인식하여 서로 거리감을 느꼈으나 점차 미국의 건국과 혁명 과정에서 주요한 역할을 수행하여 '미국 건국의 아버지'라고 불릴 정도로 유명한 정치인이 되었다.
1775년 대륙회의에서 워싱턴은 영국에 대항하기 위해 결성된 대륙군의 총사령관으로 임명되었다. 워싱턴은 미국 독립 전쟁 첫 전투인 보스턴 전역의 렉싱턴 콩코드 전투부터 파리 조약으로 독립을 승인 받을 때까지 총사령관으로 복무하였다. 워싱턴은 한편으로 금방이라도 무너질 것 같았던 대륙회의를 주재하고 각지에서 모인 결속력 없는 군대를 통솔하면서 동맹국인 프랑스와 의견을 조율해야 했다. 1783년 전쟁이 끝난 뒤 워싱턴은 자신의 농장으로 돌아가 개인적 삶을 영위하였다. 당시 영국의 국왕인 조지 3세는 워싱턴이 고향으로 돌아갈 것이라는 소문에 대해 '만약 워싱턴이 그리한다면, 그는 세계에서 가장 훌륭한 사람일 것'이라고 언급하기도 하였다.
1787년, 조지 워싱턴은 연합 규약을 대체하는 미국 헌법의 초안을 작성하기 위해 열린 필라델피아 헌법 제정 의회를 주재하였다. 워싱턴은 1789년 미국 대통령 선거에서 미국 역사상 전무후무하게 만장일치로 대통령에 당선되었고 연방정부가 수립된 후 대통령으로 재임하는 동안 정부 각 부서의 관례와 임무에 대한 기초를 놓았다.
워싱턴은 해외 문제에는 불간섭주의 정책을 택했다. 특히 유럽에서 발발한 대 프랑스 동맹전쟁이나 나폴레옹 전쟁에는 중립을 고수했다. 1794년 워싱턴은 전쟁을 피하고자 영국과 제이 조약을 맺었다. 토머스 제퍼슨과 그가 이끄는 민주-공화당이 영국과의 조약을 반대하였지만 워싱턴은 자신의 특권을 사용하며 강행하였다. 워싱턴은 강력한 중앙 정부를 수립하는 계획을 추진하는 과정에서 국가 부채를 조정하였고 효율적인 세금 제도를 시행하였으며 국가 은행을 창설하기도 하였다. 워싱턴은 공식적으로는 연방당 소속이었지만 퇴임 연설에서 당파성과 파벌주의, 해외에서 벌어지는 전쟁에 가담하는 것 등에 대해 엄중한 경고와 공화주의적 덕목을 강조하였다.
헌법에 대통령의 임기 제한 조항이 없음에도 불구하고 3선 권유를 거절한채 1797년에 퇴임함으로 2선 연임의 관례가 생기게 되었다. 워싱턴은 1799년에 향년 67세로 사망하였다. 헨리 리는 장례식에서의 연설에서 워싱턴을 "전쟁에서도 으뜸, 평화에서도 으뜸, 그리고 그의 국민들 마음 속에서도 으뜸"(First in war, first in peace, and first in the hearts of his countrymen)이라 칭송하였다. 역사학자들은 꾸준히 그를 가장 훌륭한 미국 대통령 중 하나로 여기고 있다. 현재 통용되고 있는 미국의 1달러 지폐에는 그의 초상화가 그려져 있다.

## 어린 시절
조지 워싱턴은 1732년 2월 22일 버지니아 식민지의 웨스트모얼랜드 카운티에 소재한 오늘날의 콜로니얼 비치 인근에서 어거스틴 워싱턴과 어거스틴의 두 번째 부인 메리 볼 워싱턴 사이에서 첫째로 태어났다. 부친 어거스틴은 첫째 부인인 제인 버틀러와의 사이에서 네 명의 아이를 얻었는데 이들 중 둘은 어려서 죽고 둘(대략 1718년 즈음에 태어난 로렌스와 1720년 즈음에 태어난 어거스틴)은 생존하였으므로 사실상 조지는 셋째 아이였으며 이들보다 한참 어렸다. 여섯 살 되던 해에 페리 농장에서 스태포드 카운티로 이주를 하면서 조지는 아버지와 맏형으로부터 집에서 교육을 받았다. 워싱턴의 조상은 영국 출신이었다. 증조부인 존 워싱턴은 1657년에 버지니아로 이주했다. 버지니아에서 상품 작물로서 담배가 성장한 것은 이를 재배하기 위해 수입된 노예 수를 보더라도 확연히 알 수 있다. 워싱턴이 태어났을 즈음에 식민지 인구의 절반은 흑인이었다.
유년 시절에 워싱턴은 측량 기사로 활동하였는데 이를 통해 버지니아 식민지의 지형에 대한 값을 따질 수 없을 정도로 귀중한 지식을 얻을 수 있었다. 맏형이 유력한 가문이었던 페어팩스 가문의 여자와 결혼함에 따라 조지는 당시 500만 에이커에 달하는 영토를 소유하고 있었던 토마스 페어팩스의 후원을 받게 되었다. 1749년 늦은 7월에 포토맥 강가를 끼고 버지니아의 알렉산드리아가 세워짐에 따라 당시 17세였던 조지는 첫 번째 측량 기사로 활동하게 되었다. 이 직책은 의심할 여지 없이 페어팩스 경과 그의 사촌이었던 윌리엄 페어팩스(그 땅의 소유자)의 명령 아래 보장되었다.
워싱턴은 농장주로서 활동한 경력을 가지고 있는데 역사가들은 농장주의 개념을 20명 이상의 노예를 거느린 자로 규정하고 있다. 1748년, 조지 워싱턴은 블루 릿지 서쪽에 위치한 페어팩스 경의 토지를 측량하는 걸 도와달라는 요청을 받았다. 1749년 처음으로 공직에 임명되었는데 새로 생긴 컬페퍼 카운티의 측량기사로 임명되었다.
조지 워싱턴은 배다른 형제 로렌스 워싱턴을 통해 오하이오 컴퍼니에도 관심을 갖게 되었는데 이는 서부의 땅을 개척하기 위한 목적을 갖고 있는 것이었다. 1751년에 조지와 로렌스는 로렌스의 결핵을 치료하기 위해 바베이도스의 부시 힐 하우스에 머무르면서 요양했다. 이는 조지 워싱턴이 미국을 떠난 유일한 경험이었다. 1752년에 로렌스가 죽고 난 이후에 조지는 로렌스가 소유한 부동산의 일부를 상속받았고 로렌스의 직업이던 식민지 총독의 부관 임무 중 일부를 떠맡았다.
1752년 말, 버지니아의 새 주지사였던 로버트 딘위디는 군대를 네 지역으로 개편하여 조지를 한 지역의 장으로 임명하였는데, 이때 조지 워싱턴이 갖고 있던 유일한 자격은 죽은 형이자 부관인 로렌스의 동생이라는 점과 조지의 열정 뿐이었다. 조지는 1752년에 버지니아 군대의 부관 참모로 임명되었는데 스무 살의 나이에 워싱턴 소령으로 임명된 것이었다.
1753년 12월, 워싱턴은 딘위디 주지사의 요청으로 캐나다에 소재한 프랑스인들에게 영국의 최후통첩을 전하기 위해 오하이오의 국경으로 가게 되었다. 워싱턴은 프랑스군의 힘과 사기를 가늠하였으며 오늘날의 펜실베이니아에 소재한 워터포드 지역의 프랑스인들에게 메시지를 전하였다. 메시지는 프랑스인들이 오하이오주에서 손을 떼도록 요청하는 것을 주요 내용으로 하고 있었는데 이는 무시되었다. 두 식민 세력들의 힘이 전국적인 분쟁으로 발전할 조짐을 보이기 시작하였다. 이 문제에 대한 워싱턴의 보고는 북미 대륙과 유럽 지역 모두에서 널리 읽혀졌다.

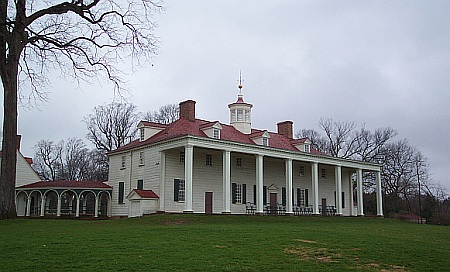
마운트 버넌 농장

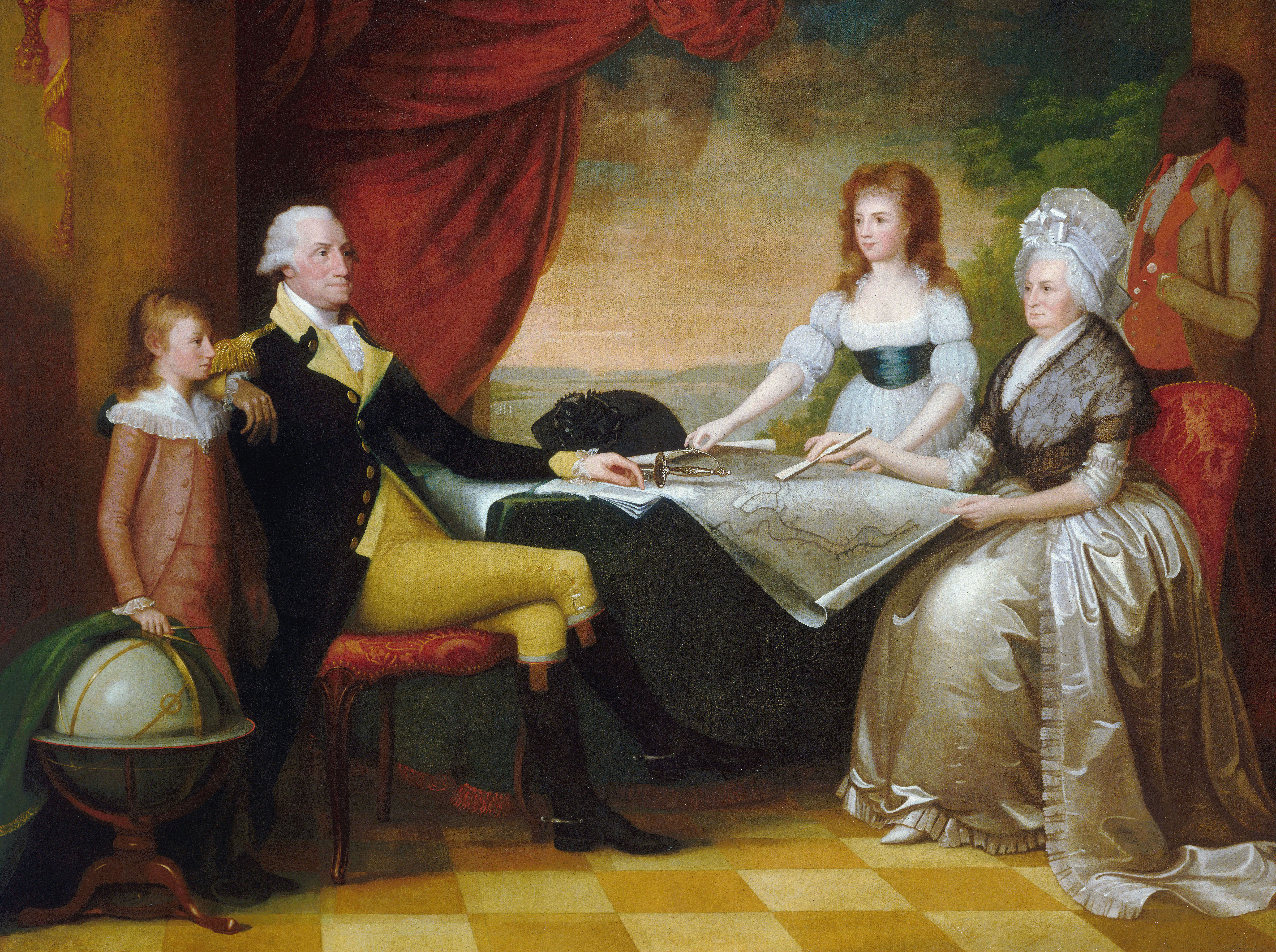
워싱턴 가족

조시 워싱턴은 21세였던 1753년에 버지니아 민병대에 입대하였고, 뒤에 영국군 정규군에 편성되어 프랑스 인디언 전쟁에 참전하여 싸웠다. 참전 후 부모로부터 상속받은 마운트 버넌 농장으로 돌아갔고, 이때 자신의 부인이 될 대니얼 파크 커스티스의 미망인인 마사 댄드리지 커스티스를 만나게 되었다.
1759년 마사와의 결혼으로 3,000명이 넘는 노예와 1만 7,000에이커의 땅이 조지 워싱턴의 재산이 되어, 토지만 2만 2,000에이커나 되는 버지니아주 최고 갑부 중 한 명이 되었다. 결혼 전 조지 워싱턴은 자신의 친구 아내였던 샐리 패어팩스와 불륜관계를 갖기도 했다. 그 뒤에도 워싱턴은 샐리와의 관계를 공공연히 발설하여 문제가 되었고, 샐리가 과부가 되어 영국으로 떠난 뒤에는 다시 돌아올 것을 요구하기도 했다.

## 독립전쟁 참가
마운트버넌의 농장에서 조용히 지내던 그는 미국의 독립전쟁이 시작되자 식민지군 사령관으로 취임하였고, 그의 타고난 실력인 명석한 판단력과 탁월한 지도력으로 남을 이끌어가는 데에 훌륭한 장점을 가진 성격을 이용해 온갖 악조건과 싸우면서 끝내 승리를 거두어 미국의 독립을 성취하게 하였다.
그 후 독립전쟁에서 승리한 그는 부귀영화를 바라지 않고 아무런 미련없이 고향으로 돌아갔다.

## 미국의 초대 대통령

### 취임
조지 워싱턴은 1787년에 버지니아주 대표가 되고, 약 2년 후에 치러진 초대 대통령 선거에 출마하여 미국 역사상 유일하게 만장일치로 당선되어 취임한다. 이 선거에서 1위를 한 워싱턴이 일반인 투표에서 대통령에 당선될 것은 기정사실이었다. 대통령 지명권을 가진 선거인단 투표에서, 13개 주 중 연방제 반대의견으로 선거인단을 지명하지 못했던 뉴욕주를 제외한 12개 주로부터 선출된 69명의 선거인단은 각각 2표씩 행사할 수 있었는데, 그들은 모두 한 표씩 조지 워싱턴에게 투표하였다. 따라서 조지 워싱턴은 미국 역사상 처음이자 유일하게 만장일치로 미국의 초대 대통령에 선출되었다. 선거인단들의 다른 표는 다른 11명의 후보들에게 갈렸는데, 그 중 가장 많이 득표한 존 애덤스는 두 번째로 많이 득표한 후보가 부통령이 되는 당시의 헌법에 따라 미국의 초대 부통령으로 당선되었다.
취임 후 워싱턴은 188cm의 큰 키에 당당한 체구로 정부에서뿐만 아니라 어디에서나 돋보였다. 독립전쟁을 승리로 끝낸 영웅이었음에도 군인으로서의 명성은 그의 인품만큼 빛을 발하지 못하였고 오히려 첫 대통령으로서 특히 권좌에서 깨끗이 물러나는 모습을 보여주었다.

### 대통령 위치 확립

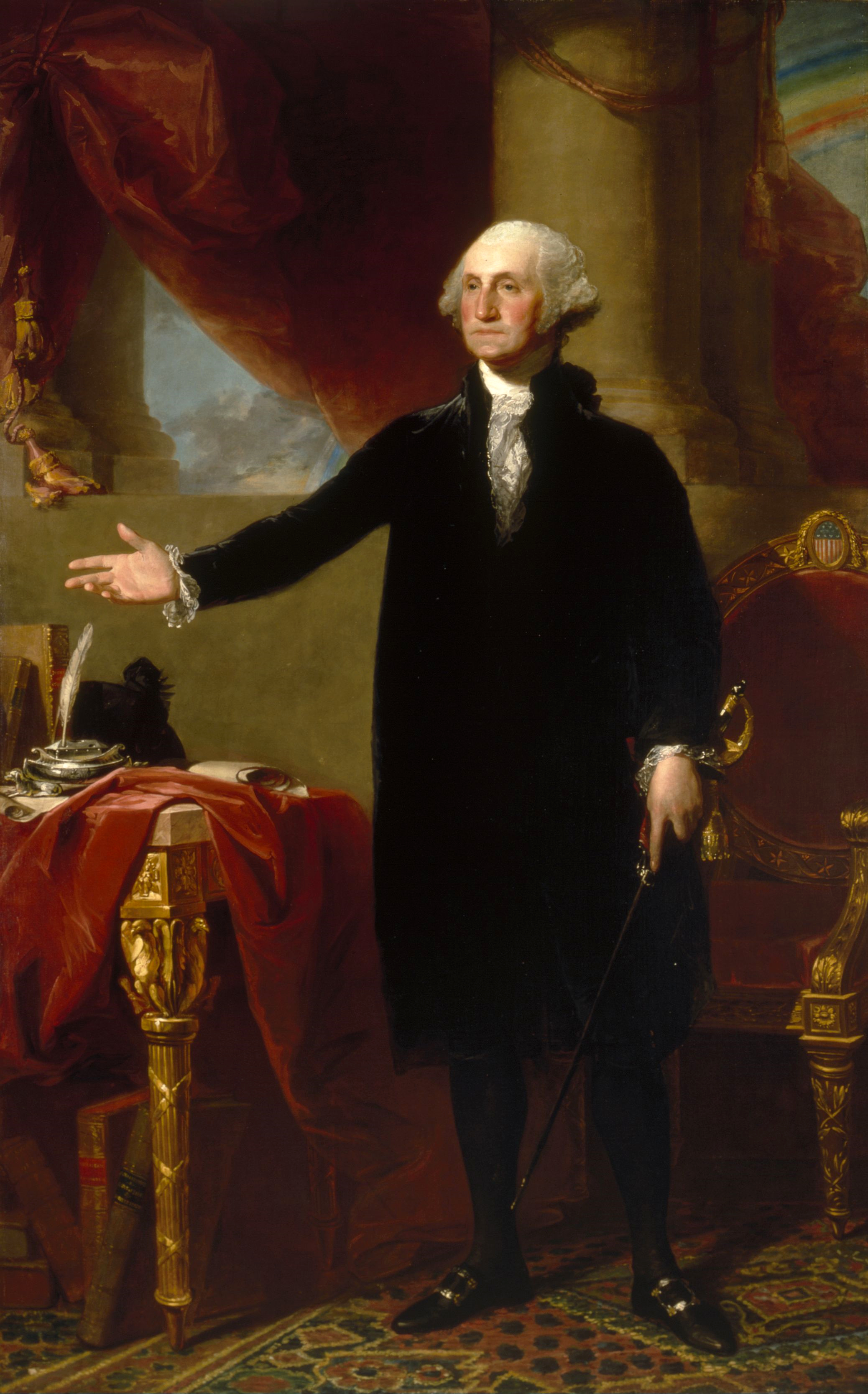
워싱턴의 공식 포스터

미국이 탄생되고 초대 대통령으로 취임했지만 대부분의 국민들은 아직도 대통령이란 자리가 무엇인지 이해를 하지 못하고 있었다. 그가 선출된 국왕이라고 생각했고 대통령인 자신도 대국민들에게 선출된 국왕이라고 생각하여 국왕처럼 행동했다. 초기에 그는 자신에 대한 칭호로 국왕들이 스스로 말하는 자기를 3인칭으로 부르는 단어를 상당히 좋아했고 다른 국가의 국왕처럼 위엄 있는 몸가짐으로 국왕처럼 대접받기를 원했다. 유럽 대륙의 왕실을 본받아 접견회와 파티를 한없이 열었고 영국과 프랑스의 국왕처럼 미국 전역을 호화롭게 여행했으며, 미국의 국민들은 국왕을 맞이하듯 화려한 축하 행사로 그를 환영했다. 그는 외국과의 관계에서 대통령이 최고 지도자의 지위를 갖는다는 것을 주장하고 실현하였다. 그러나 실제로 초대 대통령의 권한은 매우 제한적이었으며 20세기까지 의회가 정국을 주도하였다.

### 연방제와 반연방제
워싱턴이 대통령으로 취임한 1789년 이후 약 10년 간은 미국 역사상 그 어느 때보다 연방주의자 (Federalist Party)와 반연방주의자 (Anti-Federalism) 사이에 분열과 다툼이 심한 때였다. 강력한 중앙정부를 만들려는 연방주의자 (Federalist Party)를 알렉산더 해밀턴이 이끌었고 각 연방의 독립과 자유를 지키려는 반연방주의자 (Anti-Federalism)를 토머스 제퍼슨이 이끌었다. 워싱턴은 두 파의 인물들을 고르게 등용하여 균형을 잡아나갔으며 자칫하면 유혈 충돌로 번질 수 있는 사태를 조정하였다.

### 위스키 반란
해안으로부터 멀리 떨어져 있는 서부 농민들은 곡물을 운송하는 어려움을 해결하고자 곡물로 위스키를 만들어 팔았다. 그런데 초대 재무장관 해밀턴이 연방 재정 수입을 늘리기 위해 주류에 연방세를 부과하자 서부 농민들이 항의하면서 1794년 위스키 반란이 일어났다. 이것은 연방 정부 성립 후 최초의 시련이자 정부 권위에 대한 도전이었다. 워싱턴은 주 민병대를 소집해서 직접 군대를 이끌었고, 반란군들을 완전히 분쇄시키며 공권력의 엄중함과 단호함을 보여주었다.

### 제이 조약
1793년에 1차 대불동맹 전쟁이 벌어지자 입장이 난처해진 워싱턴 행정부가 중립을 선언하면서 미영간 관계가 악화되었다. 영국은 프랑스령 서인도 제도를 해상봉쇄하여 프랑스의 전쟁물자 조달을 방해했다. 1778년에 미국과 프랑스간에 체결된 통상동맹조약에 따라 미국에게는 프랑스의 식민지를 공격하는 외국 군대의 공격에 대해 공동방위에 나설 의무가 있었다. 그러나 미국은 신생 독립국으로 아직 국가의 기초가 확고하지 않았고 군사력도 약한 상태에서 유럽의 분쟁에 휘말리고 싶지 않았기 때문에 중립을 선언했다.
그러나 영국으로서는 미국이 중립적 지위를 이용하여 프랑스와 교역을 할 경우 해상 봉쇄망에 빈틈이 생기는 만큼 이를 용납할 수 없었다. 영국은 미국을 자극하여 미국과 프랑스간에 동맹 관계를 분쇄하기 위해서 미국 상선 수백척을 나포 해버렸다. 전쟁을 원치 않았던 워싱턴은 1794년에 초대 대법원장인 존 제이를 특사로 영국에 파견하여 다소 굴욕적인 '제이 조약'을 체결하여 영국과의 관계를 개선하였다. 그러자 동맹에게 배신당한 프랑스 총재정부는 주 프랑스 신임 대사 핑크니가 부임하는 것을 인정하지 않으며 외교적으로나 미국 상선을 나포하는 등으로 보복을 가했다. 외교적으로 해결하려 한 워싱턴의 노력은 'XYZ사건'이 발생하며 양국 간 갈등은 심화되었고 이런 프랑스와의 갈등은 후임 애덤스 대통령의 외교정책에 큰 부담으로 작용했다.

### 미해군 창설

미해군 무장법 1794

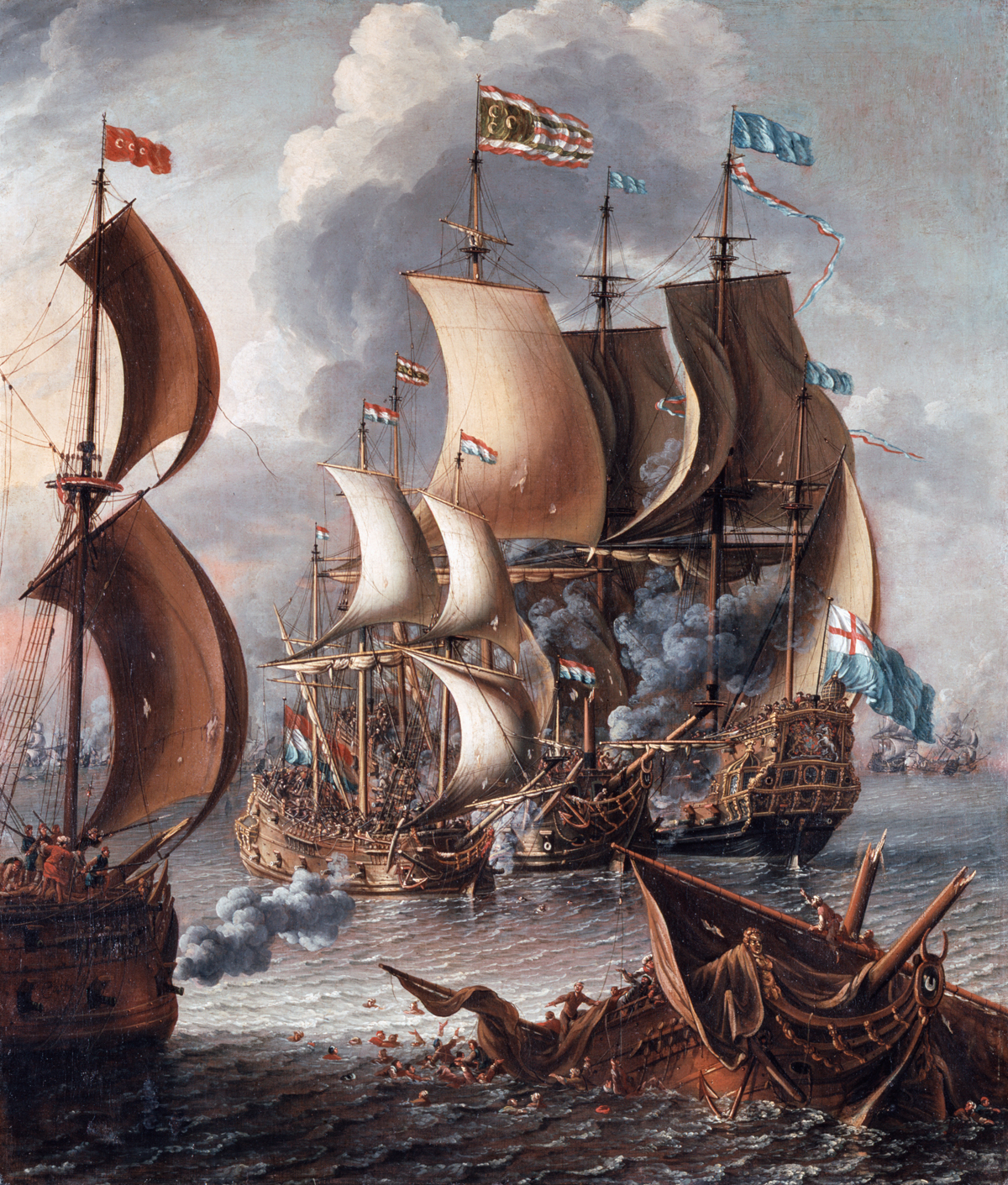
바르바리 해적들과의 전투

#### 해군 무장법 1794
미국 해군 창설 기원은 독립혁명 당시 영국에 맞서고자 1775년에 설립된 대륙해군에 있다고 할 수 있다. 그러나 독립후 재정난으로 인해 마지막 전함인 얼라이언스를 1785년 8월에 매각하면서 미 해군은 사실상 해체되었다. 이후 미 해군의 명맥을 이은 것은 1790년 재무장관 해밀턴의 권유로 설립된 밀수 감시 해병 정도였다. 1785년 미국 상선 두 척이 알제리에 나포되자 제퍼슨은 해군 재건의 필요성을 촉구했다. 1786년부터 의회에서 해군 재건 논의가 있었으나 진전이 없었다. 1793년, 알제를 근거지로 둔 바르바리 해적들이 상선 11척을 나포하자 진지한 논의가 재개되었다.
식민지 시절에는 해적의 약탈로부터 영국 해군의 보호를 받았으나 독립 후 미국 상선은 바르바리 해적의 표적이 되어버렸다. 이를 해결하기 위해 영국과 프랑스를 제외한 유럽 국가 다수처럼 미국은 바르바리 국가들에게 안전통행세를 지불하는 조약을 맺었다. 그러나 점차 금액이 올라가며 재정에 부담이 되고 나포 사건도 발생하자 미국 행정부의 분위기가 달라지기 시작했다. 1794년 3월 27일 미 의회가 '미해군 무장법 1794'(Naval Act of 1794)를 통과시켰고 워싱턴 대통령이 이 법안에 서명하면서 발효되었다. 이 법안이 발효됨으로써 사실상 해군이 재건되었고 실질적으로 미국 해군이 창설되었다. 이 법안에는 각각 포 44문을 실을 수 있는 배 4척과 포 36문을 실을 수 있는 배 2척을 구입 또는 건조하는 것이 포함되어 있었다. 법안 발효에 반대가 강했기 때문에 알제와 협의를 통해 사태가 진정될 경우에는 전함 건조를 중단해야 한다는 조항이 추가되었다.
1795년 9월 5일, 프리깃함의 건조가 진행되는 가운데 미국과 알제 사이에 평화 협정이 체결되었다. 평화가 정착되면 호위함 건조를 중단하도록 구체적으로 지시한 1794년 해군법 제9조에 따라 6척에 대한 건조가 모두 중단됐다. 워싱턴 대통령은 의회와 논의를 진행하여 1796년 4월 20일 준공에 가장 가까운 3척의 선박 건조 자금을 지원하는 법안을 통과시켰다.

#### 미해군의 활약
1794년 영국과 체결한 제이조약으로 프랑스와 관계가 악화되었는데 워싱턴의 외교적 해결 시도는 1797년에 일어난 뇌물 스캔들 XYZ 사건'으로 이어졌다. 그리고 프랑스 총재정부는 워싱턴이 임명한 찰스 핑크니 주 프랑스 신임 공사의 부임에 대해 승인을 거부하며 외교보복을 감행하였다. 양국 사이에는 전쟁 분위기가 흐르기 시작했다. 애덤스 행정부가 들어선 1798년 말 프랑스가 미국 상선들을 나포하기 시작하자 미 의회는 프리깃함 나머지 3척을 완성하기 위한 자금을 승인했다. 결국 양국 사이에는 해상에서 산발적으로 무력 충돌이 발생하는 불상사가 벌어졌다. (유사전쟁)
1800년 들어 바르바리 해적들이 미국 선박을 약탈하는 문제가 다시 발생하자 미국 제3대 토머스 제퍼슨 대통령은 미 해군을 동원하여 전격적으로 바르바리 해적 소탕 작전을 펼친다. 제1차 바르바리 전쟁(1801년 ~ 1805년)과 제2차 바르바리 전쟁(1815년)에 승리를 거둔 미국은 그간 입은 피해를 보상 받았을 뿐만 아니라 안전통행세 없이 지중해를 항해할 수 있는 조약도 체결했다. 이는 전례가 없는 일이었기에 미국의 대외 위상은 상승했으며 해적집단에 신생 독립국가가 예상 밖으로 크게 성과를 거둔 점에 유럽 국가들은 강하게 자극받게 되었다.

### 퇴임
1797년 두 번에 걸친 임기가 끝나자 모든 사람은 그가 사망할 때까지 종신 대통령직에 머물러줄 것을 간청했지만 그는 단호히 거절하며 자기가 3번씩 임기를 맡는다면 장기 집권을 위한 무서운 정치 싸움이 벌어질 것을 염려해 임기를 2번만 수행했다. 대통령직을 떠나면서 그는 유명한 '고별사'를 발표했고 이는 오늘날까지도 미국인의 신념에 신성한 사료로 살아 있다. 그는 이 고별사에서 무엇보다 통일의 중요성을 강조하고 미국민들에게는 정당 간 극심한 대립에 대해 경고하고 대외적으로는 외국에 지나치게 종속되는 것과 과한 적대감을 경계했다.

## 죽음
임기를 마친 그는 미련 없이 자신의 사저가 있는 마운트버넌으로 돌아갔고 2년 뒤인 1799년 향년 67세로 세상을 떠났다. 두 번까지만 대통령으로 재임한다는 전통은 그가 세우고 1940년 프랭클린 D. 루스벨트가 깼다. 그 뒤 수정헌법 22조에 3선 출마금지, 타인의 임기로 2년 이상 대통령으로 재임하는 사람은 2번 이상 대통령에 당선될 수 없다는 조항을 추가할 때까지 철칙처럼 지켜온 절제의 미덕이었다.(임기 4년으로 2회, 최장 8년까지 가능) 당연히 수정헌법 22조에 대통령 3선 출마금지법은 워싱턴의 전통을 계승, 강화한 것이라 볼 수 있다.
그는 미국 건국의 아버지인 초대 대통령이자, 떠날 때에는 떠나는 지도자의 모습을 보여준 대통령이고, 귀족정치를 지지하고 비록 황제처럼 행동하여 정치를 결코 대중화하지는 않았지만 미국의 대중민주주의를 창조하는 데 큰 역할을 한 사람이다.
예비역 미국 육군 중장 출신이던 그에게 사후 1862년 2월 22일에 에이브러햄 링컨 대통령이 명예역 미국 육군 대장 계급을 추서했으며 1869년 12월 14일에 율리시스 그랜트 대통령이 명예역 미국 육군 원수 계급을 추서했고 그 107년이 지난 뒤 1976년 7월 4일에 제럴드 포드 대통령이 명예역 미국 대원수 계급을 추서했다.

## 업적과 평가

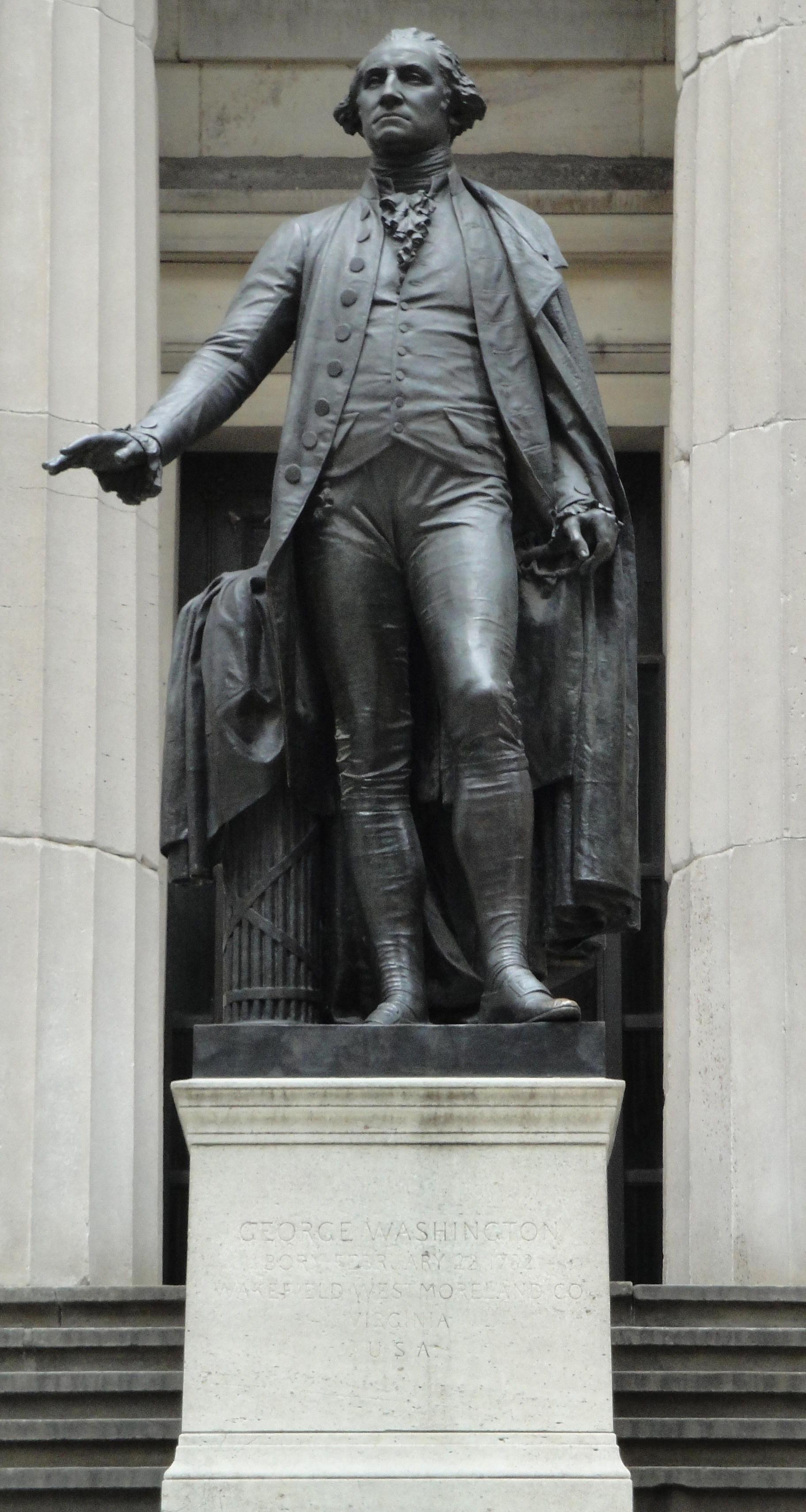
워싱턴의 동상

그는 명석한 판단력과 탁월한 지도력으로 남을 이끄는 데 훌륭한 능력을 지녔다. 이러한 성격으로 온갖 악조건과 싸우면서 끝내 영국과의 독립전쟁에서 승리를 거두어 미국 독립을 이뤘다.
그의 제왕과 같은 언행으로 새로운 나라 미국의 새로운 직책인 대통령은 처음부터 강력한 군주와 같이 강력한 정치력을 발휘하게 된다.
마지막으로 대통령제를 한 번도 겪어보지 않은 미국에서 행정부의 수반인 대통령직을 구체화하는 업적을 이룩하고 그 유명한 '고별사'를 발표하여 떠나는 때를 아는 지도자의 모습을 보여준 대통령이었으며 미국의 대중민주주의를 창조하는 데 큰 역할을 한 사람으로 평가된다.

## 같이 보기
- 미국 대통령

## 관련 문서
- 프렌치 인디언 전쟁
- 미국 독립전쟁
- 1789년 미국 대통령 선거
- 보스턴 차 사건
- 존 애덤스
- 벤저민 프랭클린
- 토머스 제퍼슨

## 역대 선거 결과
| 선거명      | 직책명        | 대수 | 정당   | 득표율 | 득표수 (선거인단) | 결과 | 당락 |
| ----------- | ------------- | ---- | ------ | ------ | ----------------- | ---- | ---- |
| 1789년 선거 | 미국의 대통령 | 1대  | 무소속 | 50.00% | 43,782표 (69명)   | 1위  |      |
| 1792년 선거 | 미국의 대통령 | 1대  | 무소속 | 50.00% | 28,579표 (132명)  | 1위  |      |